# Zádolí
Obec Zádolí (německy Sadol) se nachází v okrese Ústí nad Orlicí v Pardubickém kraji, zhruba 6 km jjz. od Vysokého Mýta. Žije zde 92 obyvatel.

## Části obce
- Zádolí
- Stříhanov

Obě části tvoří jeden souvislý sídelní útvar, přičemž Zádolí představuje jeho západní polovinu, Stříhanov pak východní. Katastrální hranice mezi nimi sleduje v přibližně jiho-severním směru místní drobnou vodoteč na dně údolí.

## Historie
První písemná zmínka o obci pochází z roku 1461.

## Pamětihodnosti
- Lípa srdčitá – památný strom u čp. 24  jjz. od centra obce (49°54′6″ s. š., 16°7′42″ v. d.)

## Galerie

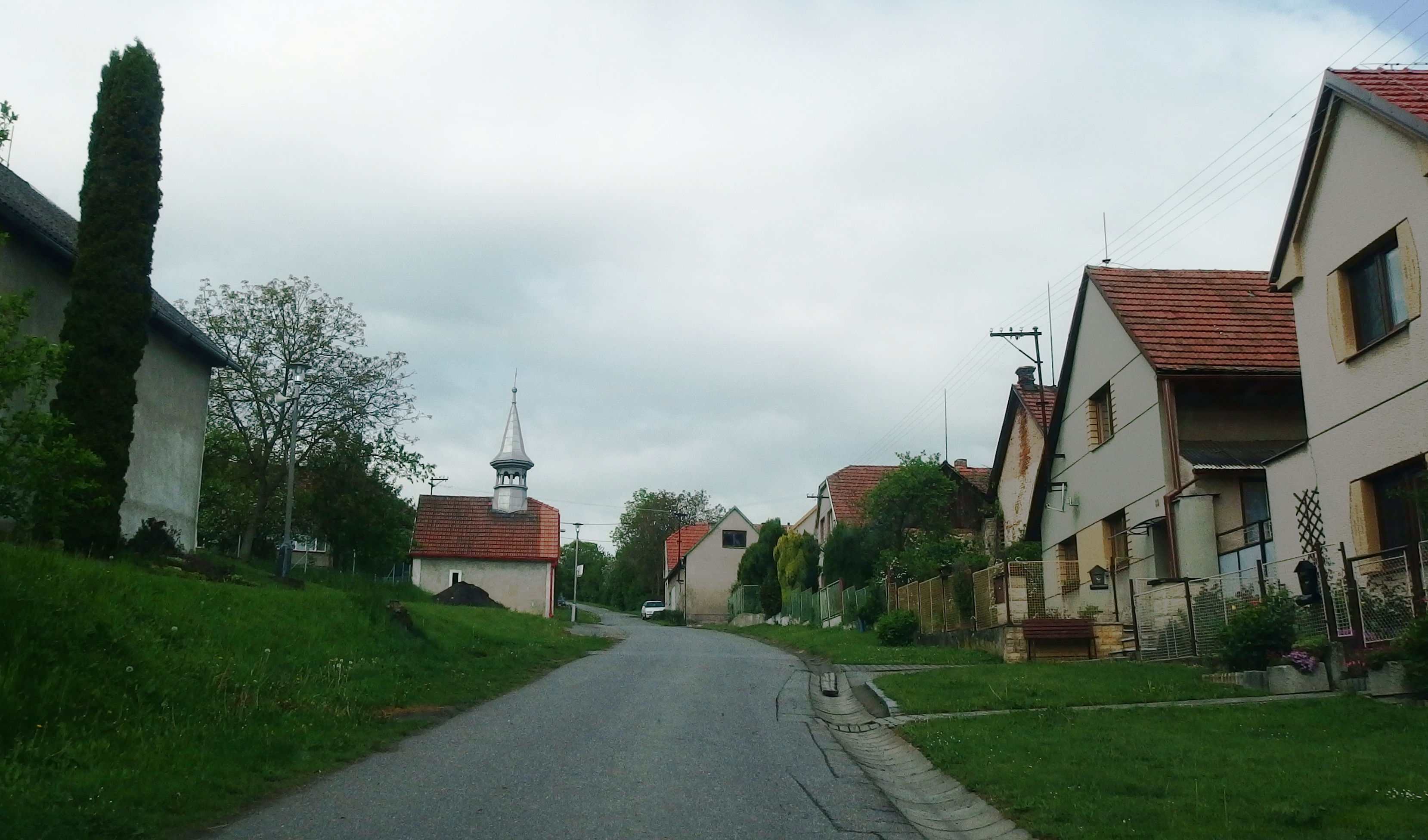
Hlavní ulice
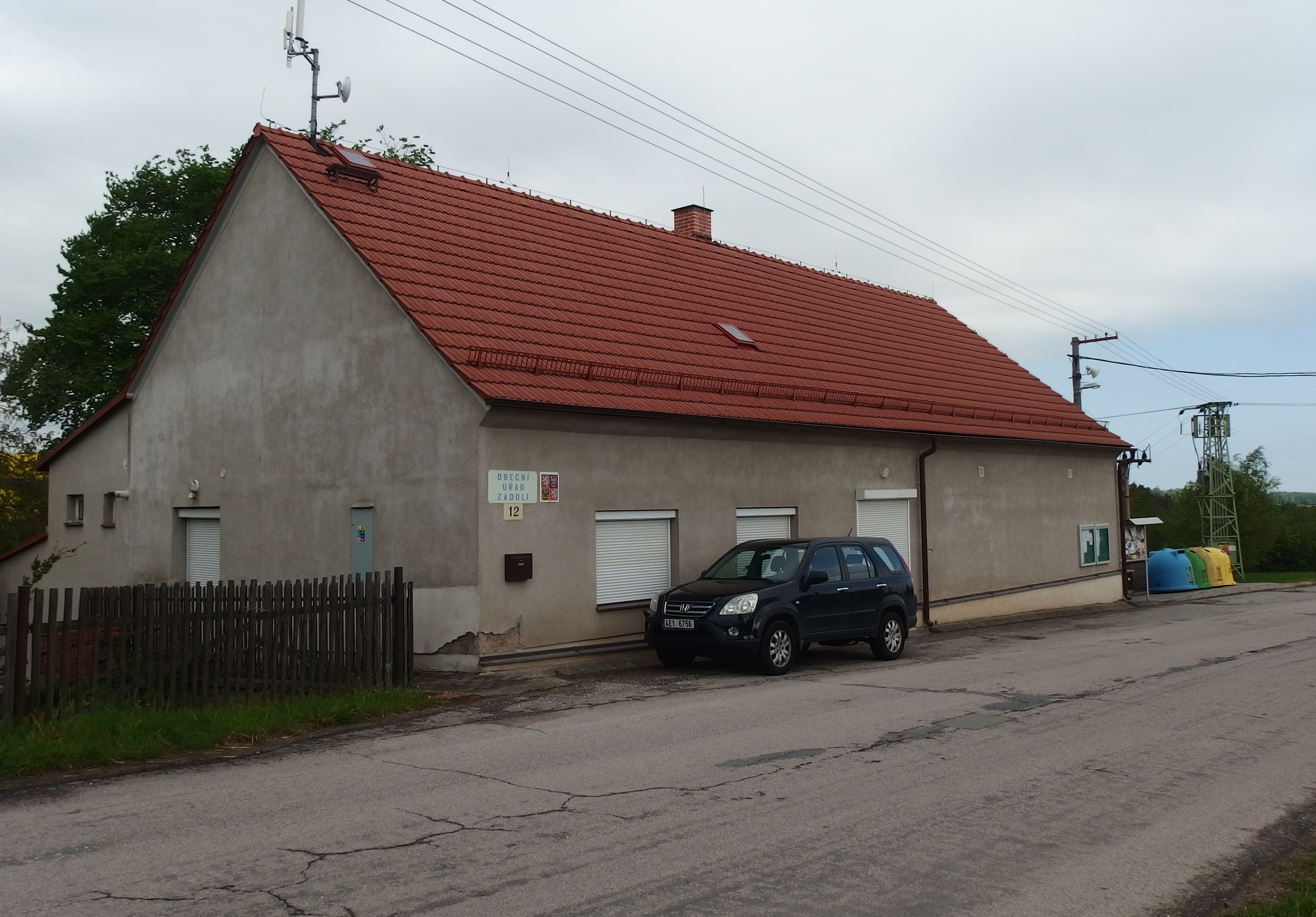
Obecní úřad
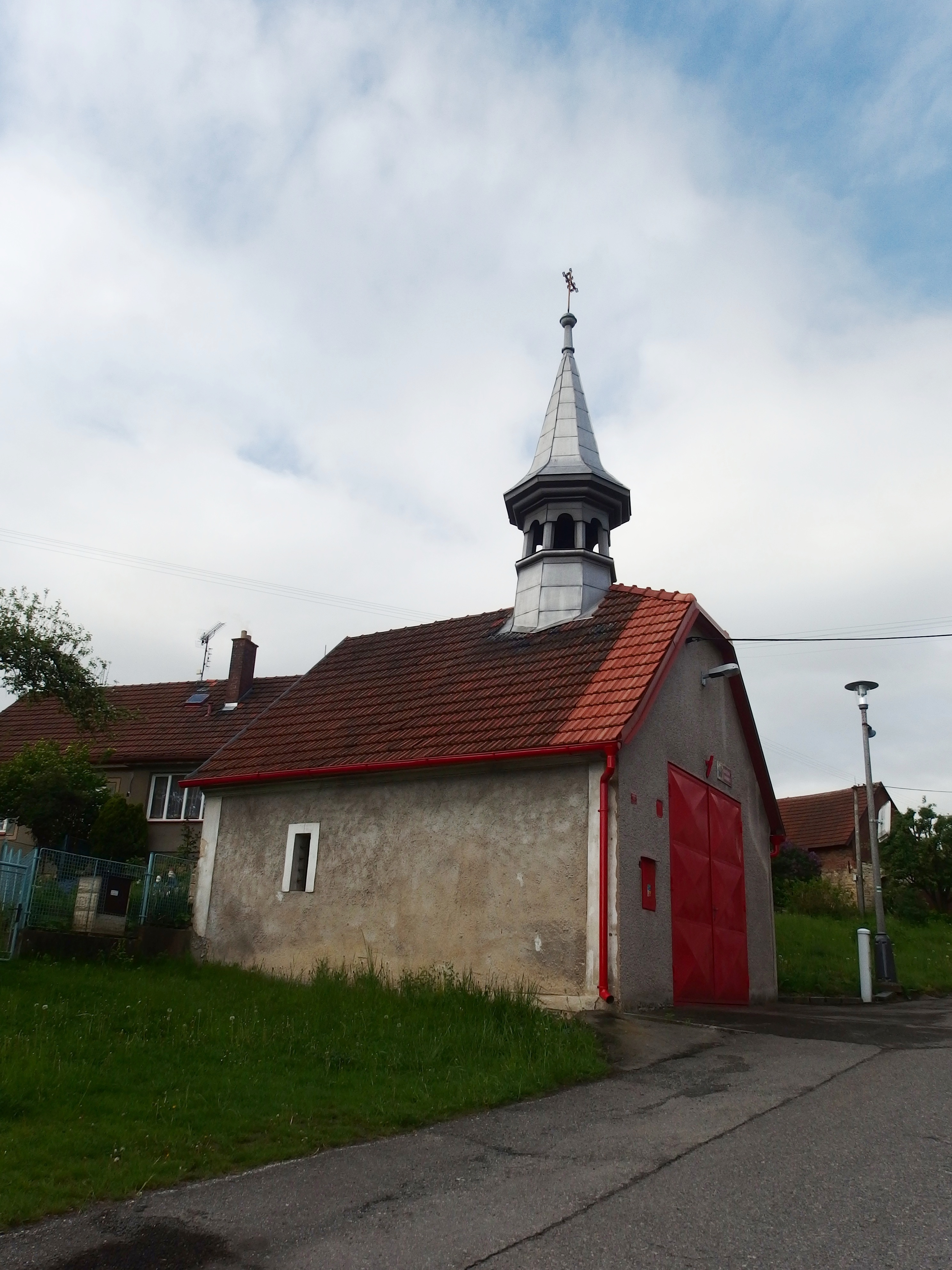
Kaple